# Shenzhen Airlines
Shenzhen Airlines (chinois : 深圳航空) est une compagnie aérienne à bas prix chinoise basée à Shenzhen. Elle a commencé ses opérations à partir du 13 septembre 1993.

## Histoire
En 2004, la compagnie Shenzhen Airlines crée la ligne aérienne de cargos Jade Cargo International en joint venture avec Lufthansa Cargo. Shenzen possède 51 % des parts de Jade Cargo, Lufthansa 25 % et le fonds d'investissement allemand DEG 24%.
En 2005, alors que la Guangdong Development Bank met en vente les 65 % qu'elle détient dans Shenzen Airlines, une guerre de surenchères prend place entre Air China et Li Zeyuan, un ancien militaire. Après 93 surenchères, Li Zeyuan, à travers son holding Huirun, s'empare du gâteau pour 398 millions de dollars,.
En 2006, Shenhzen Airlines s'associe avec Mesa Air Group pour la création d'une compagnie aérienne régionale desservant les villes de Shenzhen, Pékin, Chongqing, Xiamen, Nanjing, Kunming, Dalian, Shenyang, Xi'an, Zhengzhou et Nanning. C'est la première fois qu'un groupe de transport aérien américain possède une compagnie aérienne chinoise. La nouvelle compagnie aérienne est baptisée Kunpeng Airlines, puis rebaptisée Henan Airlines en 2010 à la suite d'un crash aérien qui entacha la réputation de la compagnie aérienne.
En 2008, à la suite du tremblement de terre au Sichuan, Shenzen Airlines envoie du matériel de premiers soins, de l'argent et un transport pour les blessés.
En décembre 2009, Li Zeyuan est arrêté pour suspicions de « crimes économiques ». Il est temporairement remplacé par le vice-président d'Air China, Fan Cheng.
En avril 2010, avec 112 millions d’euros, la compagnie Air China prend le contrôle de Shenzhen Airlines et de sa flotte de 89 avions, portant alors sa participation à 51 % du capital.
En septembre 2010, à la suite d'une enquête sur le crash fatal d'un avion d'une filiale de Shenzen Airlines - Henan Airlines - la justice découvre que près de 100 pilotes de Shenzen Airlines avaient falsifié leurs CV,.
En novembre 2012, Shenzen Airlines rejoint l'alliance de compagnies aériennes Star Alliance. La compagnie possède alors 116 avions et dessert 135 destinations,.
Après avoir perdu 53 millions de dollars en 2011, et face à une activité trop faible, la filiale cargo Jade Cargo International ferme ses portes en 2012.

## Flotte

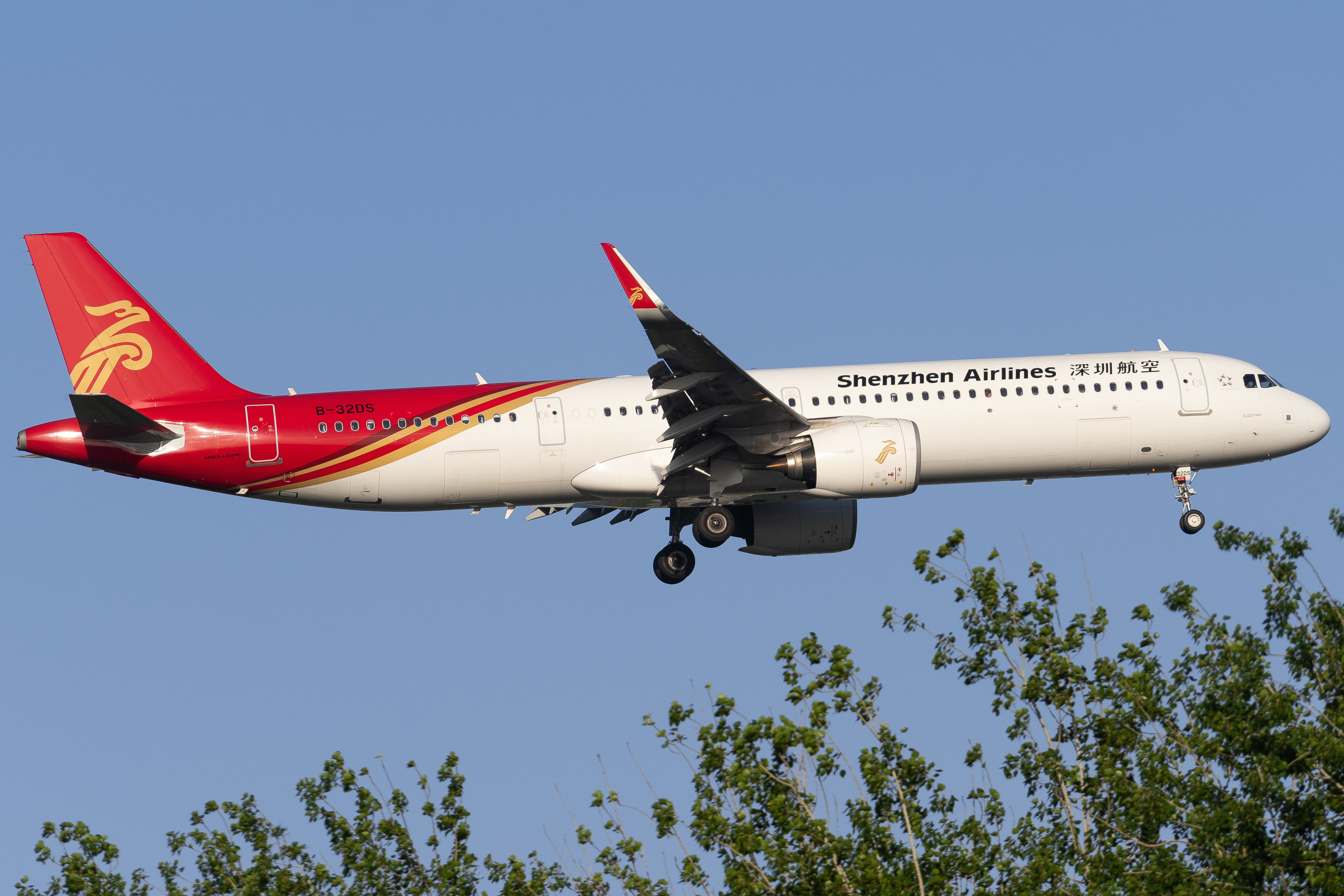
Airbus A321neo de Shenzhen Airlines àà l'aéroport international de Pékin-Capitale

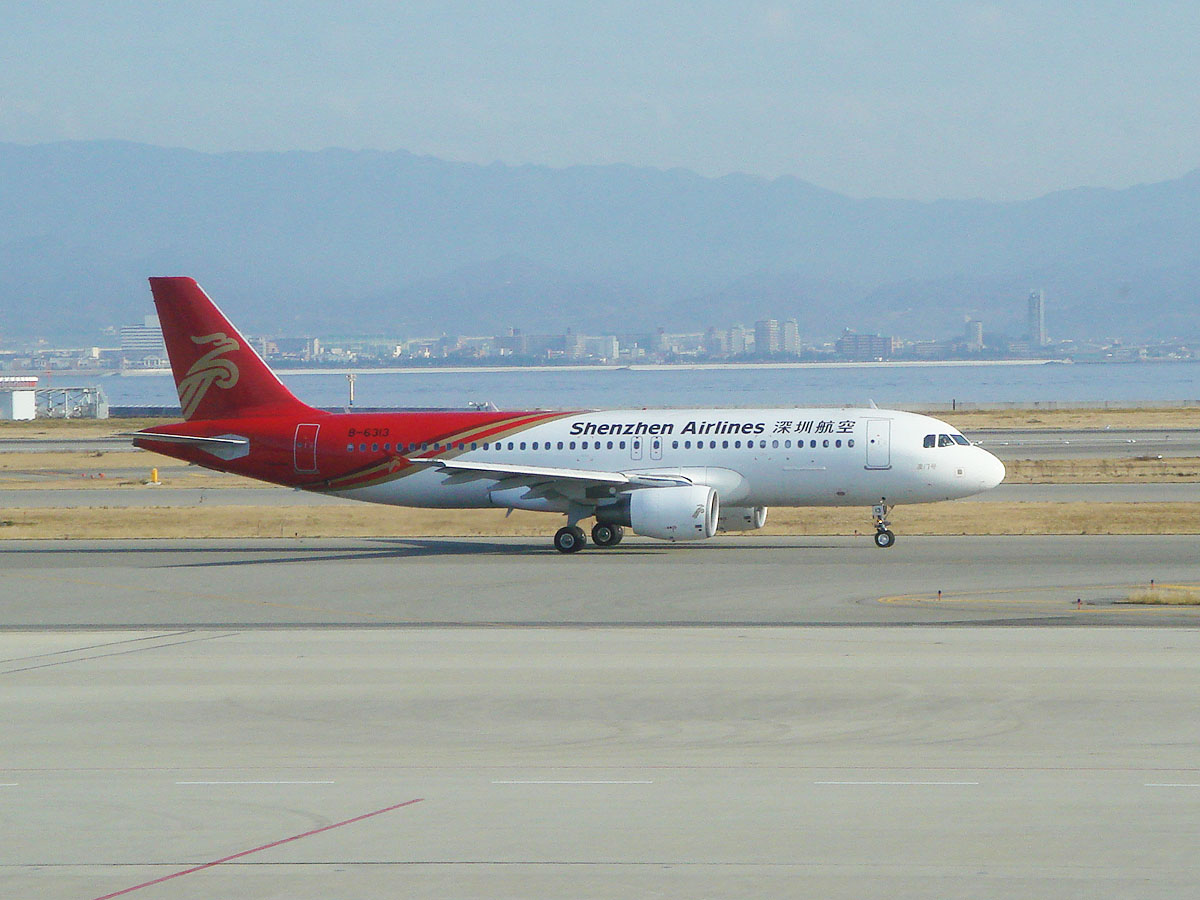
Airbus A320 de Shenzen Airlines à l'aéroport international du Kansai

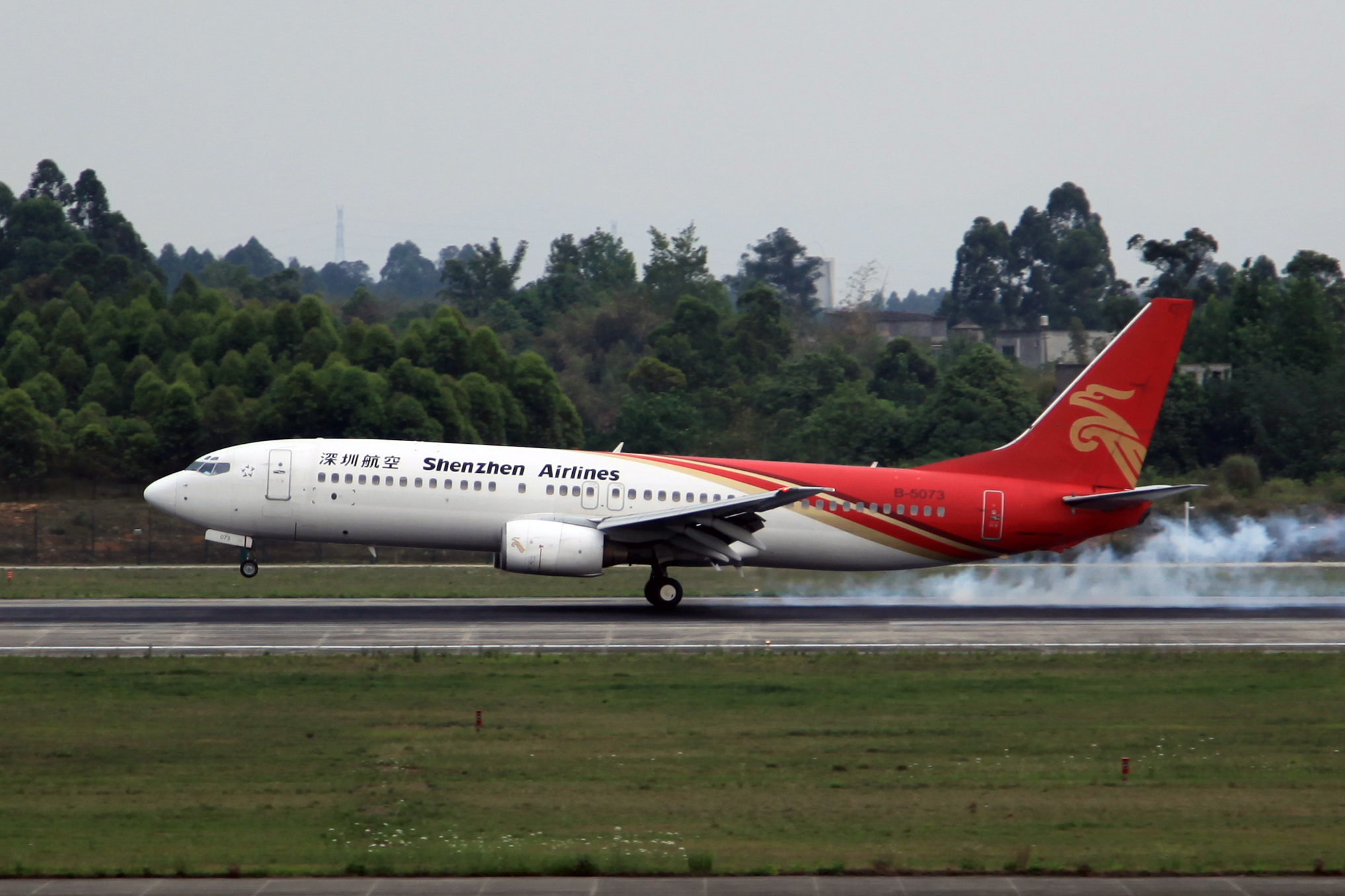
Boeing 737-800 de Shenzhen Airlines à l'atterrissage à l'aéroport international de Chengdu-Shuangliu

En janvier 2025, les appareils suivants sont en service au sein de la flotte de Shenzhen Airlines:
Le 4 juin 2015, la compagnie annonce avoir commandée 46 Boeing 737.